# Diego Acoglanis
Diego Acoglanis (nacido el 2 de marzo de 1981 en Rosario) es un exfutbolista argentino. Se desempeñaba como mediocampista y su primer club fue Rosario Central.

## Carrera
Luego de realizar las inferiores en Rosario Central, en 2003 pasó a formar parte del plantel de primera, aunque no llegó a debutar oficialmente. Su siguiente destino fue Central Córdoba de Rosario, por entonces disputando el torneo de Primera B.
Emigró en 2006 al fútbol chileno, jugando una temporada en Coquimbo Unido, llevado por el entrenador argentino y ex-Central Jorge Manuel Díaz. Luego desarrolló su carrera en los torneos de ascenso de España (CD Lalín) e Italia. En este último país vistió las camisetas de varios clubes de Serie C2 y Serie D. Desde enero del 2006 hasta junio del 2007 lució los colores del Campobasso Calcio en la Serie D. En la temporada 2009-2010 logra el campeonato y ascenso con Juve Stabia a Serie C1; en 2010-11 jugó por Avellino Calcio donde logró nuevamente el ascenso a serie C1. Durante la temporada 2011-12 vuelve a lograr la promoción a Tercera División con Paganese Calcio.
En la temporada 2012-13 retornó a su país natal, vistiendo primero la casaca del Tiro Federal de la ciudad de Rosario, en la provincia de Santa Fe, participando el torneo Federal A. En el 2014 fichó por Atlético Pujato de la Liga Casildense de Fútbol donde logró el título. Para 2015 se alistó en las filas de Coronel Aguirre de Villa Gobernador Gálvez y así disputar el Torneo Federal B, mientras que en 2016 juega para el club rosarino ADIUR, participante del Torneo Federal C, obteniendo el ascenso al Federal B. Para la nueva temporada se alista en Puerto San Martín donde participa en ese mismo torneo. En 2017 pasa a formar parte del Sport Club Cañadense, equipo participante de la Liga Cañadense de Fútbol, torneo regional de la provincia de Santa Fe, mientras que en 2018 juega sus últimos partidos en Unión de Arroyo Seco en la Liga de Fútbol Regional del Sud.

## Clubes
| Club                                      | País      | Año     |
| ----------------------------------------- | --------- | ------- |
| Rosario Central                           | Argentina | 2003    |
| Central Córdoba                           | Argentina | 2004-05 |
| Coquimbo Unido                            | Chile     | 2006    |
| Lalín                                     | España    | 2007    |
| Nuovo Campobasso                          | Italia    | 2007-08 |
| Hirpinia Calcio                           | Italia    | 2008-09 |
| Juve Stabia                               | Italia    | 2009-10 |
| Fidene Calcio                             | Italia    | 2010    |
| Avellino                                  | Italia    | 2011    |
| Paganese                                  | Italia    | 2011    |
| Tiro Federal                              | Argentina | 2012-13 |
| El Porvenir del Norte de San Jerónimo Sud | Argentina | 2014    |
| Coronel Aguirre                           | Argentina | 2015    |
| ADIUR                                     | Argentina | 2016    |
| Puerto San Martín                         | Argentina | 2016    |
| Sport Club Cañadense                      | Argentina | 2017    |
| Unión de Arroyo Seco                      | Argentina | 2018    |

## Palmarés
| Equipo      | País      | Título              | Año     |
| ----------- | --------- | ------------------- | ------- |
| Juve Stabia | Italia    | Ascenso a serie C1  | 2009-10 |
| Paganese    | Italia    | Ascenso a serie C1  | 2011-12 |
| ADIUR       | Argentina | Ascenso a Federal B | 2016    |